# Dar Chaâbane El Fehri
Ne doit pas être confondu avec la ville du même nom.
Dar Chaâbane El Fehri est une délégation tunisienne dépendant du gouvernorat de Nabeul.
| Hommes | Classe d’âge | Femmes |
| ------ | ------------ | ------ |
| 741    | 75 ou +      | 928    |
| 3 536  | 60-74 ans    | 3 295  |
| 4 813  | 45-59 ans    | 4 917  |
| 5 833  | 30-44 ans    | 5 904  |
| 5 366  | 15-29 ans    | 5 067  |
| 5 581  | 0-14 ans     | 5 193  |